# Gentiana heleonastes
Gentiana heleonastes är en gentianaväxtart som beskrevs av H. Smith. Gentiana heleonastes ingår i släktet gentianor, och familjen gentianaväxter. Inga underarter finns listade i Catalogue of Life.